# Zündsicherung
Unter Zündsicherung versteht man eine Gasarmatur, die unkontrolliertes Austreten von gasförmigen oder flüssigen Brennstoffen verhindert und somit Verpuffungen oder Explosionen vermeidet. Zündsicherungen werden vor allem bei Gasgeräten seit den frühen 1900er Jahren eingesetzt. Dabei gibt es verschiedene Möglichkeiten der Zündsicherung.

## Bimetallzündsicherung
Durch eine Zündflamme wird ein Bimetallstreifen erwärmt, der durch seine Verformung die Gaszufuhr ermöglicht. Da nicht ausgeschlossen werden kann, dass die Zündflamme den Bimetallstreifen direkt trifft, kann das Bimetall ausglühen und wird wirkungslos. Daher sind Bimetallzündsicherungen heute unzulässig.

## Thermoelektrische Zündsicherung

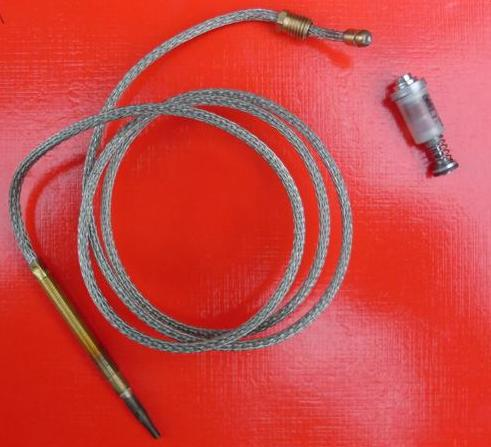
Thermosicherung mit Thermoelement, Leitung mit Kontakt und Magnetschalter

Hier wird durch eine Zündflamme in einem Thermoelement (siehe dort: Überwachung von Feuerungsanlagen) durch die Wärme eine elektrische Spannung erzeugt. Die elektrische Spannung bewirkt einen elektrischen Strom durch die Spule eines Magnetventils. Der elektrische Stromfluss hält das Magnetventil in der Gasarmatur offen. Sollte die Flamme erlöschen, wird keine thermoelektrische Spannung mehr erzeugt. Der Stromfluss hört auf und das Magnetventil schließt die Gaszufuhr. Es kann kein unverbranntes Gas austreten und eine Explosionsgefahr wird dadurch minimiert. Diese Form der Zündsicherung findet man heute bei Gasherden, Camping- und Baustellenheizgeräten.

## Ionisationszündsicherung
Eine Flamme verändert Stoffe wie Gase in ihrem Zustand dadurch, dass elektrostatisch neutrale Moleküle zu elektrisch geladenen Ionen werden (Flammenionisation). Die Ionen wirken auf einen angelegten Wechselstrom ähnlich einer Diode elektrisch gleichrichtend. Wird über eine Elektrode eine elektrische Wechselspannung zur Brenneroberfläche angelegt, wird durch Flammenionisation diese Wechselspannung gleichgerichtet und lässt einen Strom von bis zu etwa 50 Mikroampere (µA) fließen. Dieser Strom dient als Signal für den Feuerungsautomaten, welcher zusammen mit weiteren Signalen diese zeitabhängig auf Plausibilität auswertet. Der Feuerungsautomat steuert letztlich die Magnetventile von Gasarmaturen oder Ölpumpen.

## Optische Zündsicherung
Hier wird durch einen Fotowiderstand, Flackerdetektor oder Infrarotdetektor eine brennende Flamme erkannt und als elektrisches Signal an den Feuerungsautomat weitergeleitet. Dieser schaltet, wie bei der Ionisationsüberwachung, Magnetventile.